# Anna Pavlovová
Anna Pavlovna Pavlovová (rusky Анна Павловна (Матвеевна) Павлова, 31. lednajul./ 12. února 1881greg. Ligovo u Petrohradu – 23. ledna 1931 Haag) byla ruská primabalerína a tanečnice. Světový věhlas jí přinesla zejména taneční kreace Umírající labuť.

## Život

### Dětství a studium
Vyrůstala se svou matkou a babičkou v malém domku ve vesnici Ligovo u Petrohradu, protože otec Matvej Pavlov zemřel dva roky po jejím narození.  Později se vyskytly určité pochybnosti o tom, zda byl jejím skutečným otcem, ale nebyly nikdy potvrzeny.
V osmi letech ji matka přivedla na představení baletu Spící krasavice a tento zážitek vzbudil v Anně touhu stát se baletkou. O dva roky později byla přijata do petrohradské Akademie ruského baletu, kde jejími učiteli byli Alexander Oblakov, Jekatěrina Vazemová a ve vyšších ročnících Pavel Gerdt. Právě on poradil Anně, jak skloubit subtilní postavu a určité tělesné nedostatky s náročností fyzického výcviku. Upozornil ji na možnosti romantického pojetí baletu, při němž mohla uplatnit svůj oduševnělý zjev, ladnost pohybu a citový prožitek. Školu absolvovala v roce 1899 a ihned byla přijata do souboru Mariinského divadla.  I tam pokračovala ve zdokonalování svého baletního projevu pod vedením Jevgenije Sokolovové a především Maria Petipy, který jí pomáhal s interpretací důležitých baletních scén. 

### Baletní kariéra v Rusku

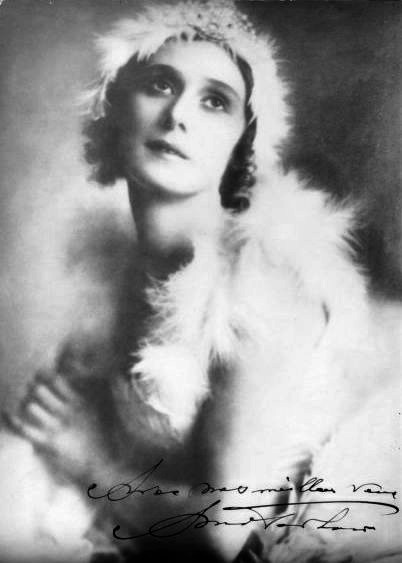
Anna Pavlovová v kostýmu umírající labutě (cca 1928)

Na scéně Mariinského divadla debutovala Anna Pavlovová v roce 1899 v menší roli v baletní komedii Marná opatrnost. Mezi ostatními brzy zaujala poetickým výrazem a výraznou technickou kvalitou svých vystoupení. V roce 1902 získala hlavní roli Nikie v baletu Bajadéra a po velkém úspěchu následovaly titulní role v Giselle (1903), Don Quijote (1905) a další. Kromě toho vystupovala i v samostatných charakterových tancích. V roce 1906 byla jmenována primabalerínou a zařadila se mezi nejlepší umělce petrohradské baletní scény.
Častým partnerem Pavlové na jevišti byl od roku 1899 Michail Fokin, který měl velký vliv na její taneční styl. Vycházel z tradic ruského baletu, ale byl transformován do moderního tance, v němž se vzájemně doplňovaly pohyb, hudba, kostýmy a dekorace tak, aby odpovídaly charakteru postav. V lednu 1907 na charitativním večeru v Mariinském divadle Anna Pavlovová poprvé předvedla choreografickou miniaturu Umírající labuť na hudbu Camilla Saint Säense, kterou pro ni Fokin vytvořil. Později se stala jedním ze symbolů ruského baletu 20. století a Pavlovové přinesla slávu po celém světě. Vystupovala i v dalších Fokinových choreografiích, například na motivy Chopinových skladeb.
V roce 1908 vyjela s partnerem Adolfem Bolmem a malou skupinou umělců na první zahraniční cestu do Skandinávie, navštívili i Berlín a Prahu. 

### Světová sláva

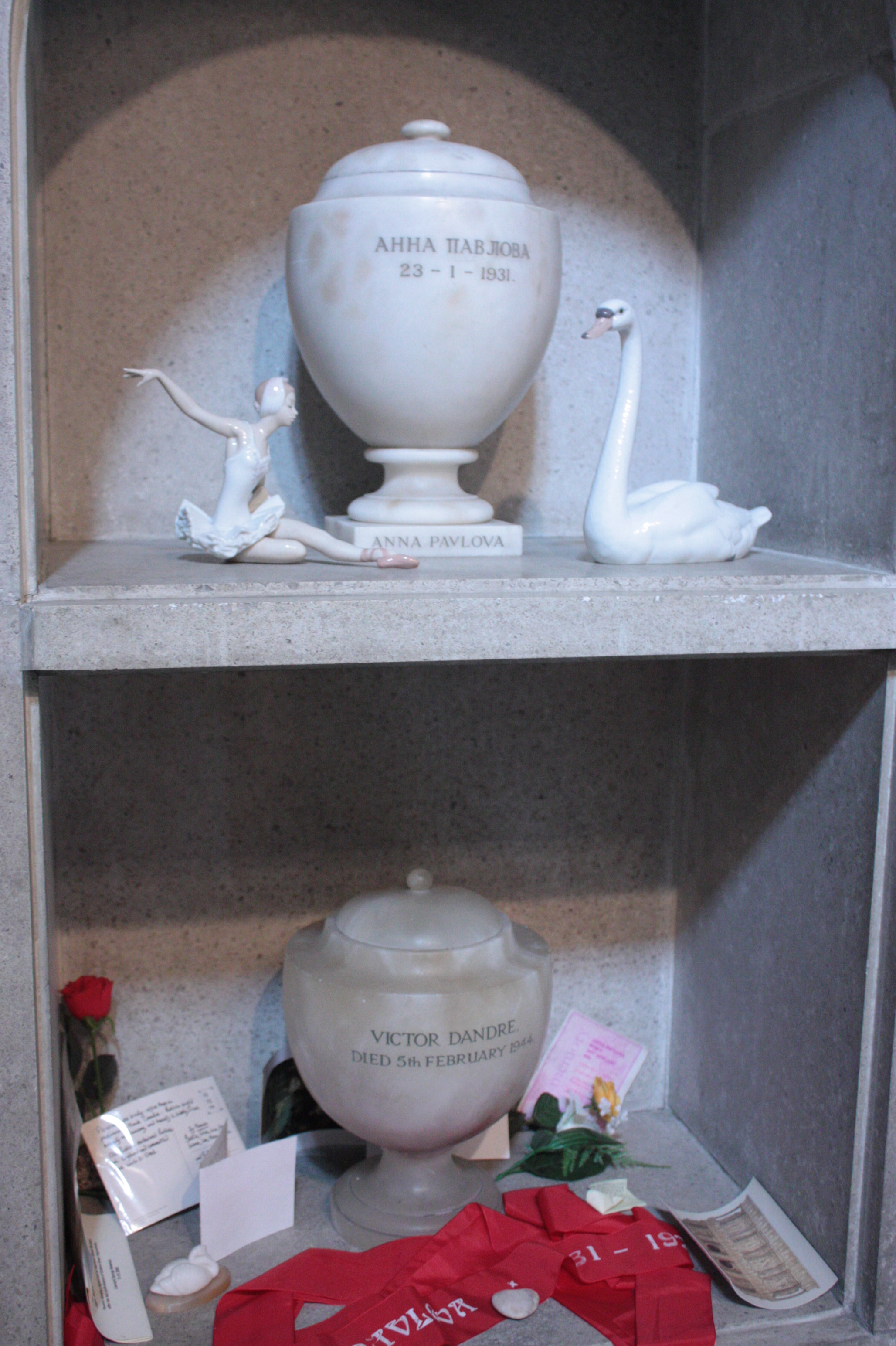
urny Anny Pavlovové a Victora Dandreho

Po založení Ruského baletu roku 1909 se stala přední postavou tohoto světoznámého souboru vystupujícího v Paříži. V červnu se představila na pařížské premiéře baletu La Sylphide a Kleopatra. Už v příštím roce Ruský balet opustila a založila si vlastní soubor, s nímž slavila velké úspěchy v Americe a Londýně. Tam v roce 1912 uzavřela sňatek s Victorem Dandrem, který se stal jejím manažerem a impresáriem. Na krátkou dobu se vrátila do Petrohradu, ale po roztržce s vedením Mariinského divadla v roce 1913 se rozhodla pro život v cizině. V Rusku vystoupila naposledy v létě roku 1914.
Roku 1913 se trvale usadila v Londýně. Žila v krásném domě, u kterého si nechala vytvořit umělé jezírko, v němž plavaly její milované labutě. Byla velkou milovnicí zvířat, siamských koček, psů i exotických ptáků a často se s nimi nechávala fotografovat.
S baletním mistrem Chljustinem založila novou skupinu a po skončení první světové války začala pořádat turné po celém světě. Stala se legendou, ale umělecky se již příliš nevyvíjela. Program vystoupení byl složen většinou z baletních miniatur, ukázek z repertoáru Mariinského divadla a koncertních čísel. Jako celek byl uveden pouze balet Spící krasavice, který ji tolik zaujal v dětském věku a přivedl ji na baletní dráhu.
V roce 1926 se v Hollywoodu při natáčení filmu Němá z Portici spřátelila s Charlesem Chaplinem, který oceňoval její lyrický taneční projev.
Do vlasti se už nikdy nevrátila. Během svého turné se nachladila při zkoušce v nevytápěném sále. Zemřela 23. ledna 1931 v hotelu Hôtel des Indes v Haagu na zápal plic. Urna s popelem Anny Pavlovové se nachází v uzavřeném kolumbáriu krematoria Golders Green v Londýně. Spolu s ní je tam uložen popel jejího manžela a impresária Victora Dandreho.

## Zajímavosti

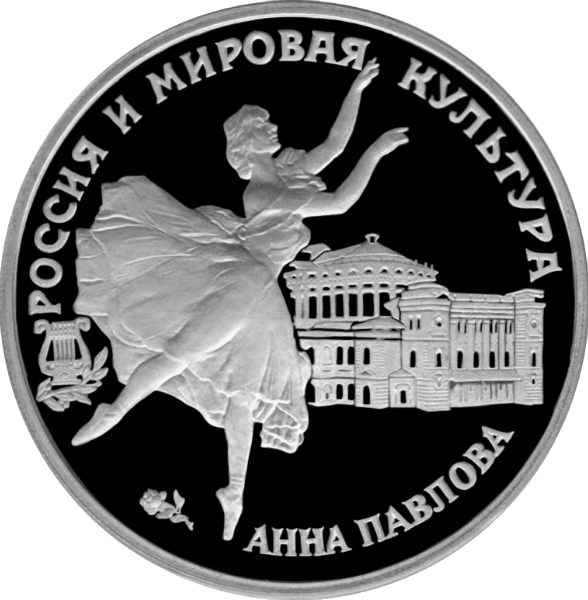
Stříbrná pamětní mince z roku 1993

V roce 1983 o ní natočil režisér Emil Loteanu životopisný film.
Její jméno nese typický novozélandský dort z bílku pavlova.
Její portrét je zobrazen na ruské stříbrné pamětní minci vydané v roce 1993.
Stroj McDonnell Douglas MD-11 vyrobený 31. srpna 1995 patřící nizozemské letecké společnosti KLM s imatrikulační znaky PH-KCH nese její jméno.